# Kit Kyle
Kit Kyle (* 1965 in Winnetka (Illinois)) ist ein ehemaliger US-amerikanischer Radrennfahrer und nationaler Meister im Radsport.

## Sportliche Laufbahn
Kyle war Bahnradsportler. Den nationalen Titel in der Mannschaftsverfolgung holte er 1984 mit Danny Van Haute, Leonard Nitz und Mark Whitehead. Bei den UCI-Bahn-Weltmeisterschaften 1986 gewann er mit seinem Partner David Lindsey die Silbermedaille im Tandemrennen. Im Finale unterlagen sie gegen Vítězslav Vobořil und Roman Řehounek. Kyle und Lindsey trainierten vor der Weltmeisterschaft erst einen Monat lang gemeinsam auf dem Tandem. Bei den nationalen Meisterschaften im Bahnradsport 1986 wurden sie Vize-Meister hinter Scott Berryman und Nelson Vails, für die sie bei der Weltmeisterschaft nach einer Verletzung von Berryman starteten.